# BM Ciudad de Almería
Balonmano Ciudad de Almería er en håndboldklub, fra Almería, Andalusien i Spanien. Holdet spillede i sæsonen 2008/2009 i Liga ASOBAL, der er den øverste håndboldliga i Spanien. Klubben blev dannet i 1997.

## Halinformation
- Navn: – Mpal. Rafael Florido
- By: – Almería
- Kapacitet: – 2.000 tilskuere
- Adresse: – Avda. de Mediterráneo, 228